# Henri Robichon
Pour les articles homonymes, voir Robichon.
Henri Robichon, né le 4 novembre 1899 à Bouguenais et décédé le 17 octobre 2001 à Sainte-Pazanne, est un homme politique français.

## Biographie
Agriculteur de profession, il est le fondateur et président de la COLARENA. 
En octobre 1947, il est élu maire de Bouguenais. Puis, en 1951, il remporte le siège de conseiller général dans le canton de Bouaye, en battant Arthur Boutin, maire socialiste de Rezé.
Candidat indépendant lors des élections législatives de 1958 dans la troisième circonscription de la Loire-Atlantique, il a pour suppléant Pierre Vié. Au premier tour, il vire en tête avec 46,41 % des suffrages devant Marcellin Verbe, maire centriste de Saint-Sébastien-sur-Loire, le communiste Gaston Jacquet et le socialiste Arthur Boutin, premier édile de Rezé. Dans une triangulaire, il remporte le second tour avec 55,45 % des voix.
À l'Assemblée nationale, il siège dans le groupe des indépendants et paysans d'action sociale (IPAS).
Critique envers la politique algérienne du général de Gaulle, il vote « non » au référendum sur les accords d'Évian et refuse la confiance au premier ministre Georges Pompidou. En octobre 1962, le vote d'une motion de censure conduit à la dissolution de l’Assemblée nationale et de nouvelles élections législatives sont convoquées.
Sollicitant un nouveau mandat de député, il est cependant devancé par le gaulliste Benoît Macquet et par le socialiste Alexandre Plancher. Il choisit alors de se retirer et Macquet lui succède.
En 1964, il perd son mandat de conseiller général et ses fonctions de vice-président de l'assemblée départementale, battu par le maire SFIO de Rezé Alexandre Plancher. 
À la tête d'une « liste d'action municipale et sociale » et candidat à un cinquième mandat de maire de Bouguenais en mars 1971, il est certes élu conseiller municipal mais il ne parvient qu'à remporter six sièges sur 27, la liste emmenée par le jeune François Autain (PSU) en raflant 21.

## Détail des fonctions et des mandats
Mandat parlementaire
- 30 novembre 1958 - 9 octobre 1962 : député de la 3e circonscription de la Loire-Atlantique

Mandats locaux
- 25 octobre 1947 - 21 mars 1971 : maire de Bouguenais
- 1951 - 1964 : conseiller général du canton de Bouaye
- 1958 - 1964 : vice-président du conseil général de la Loire-Atlantique